# Холоп 2
«Холо́п 2» — российский комедийный фильм 2024 года режиссёра Клима Шипенко, а также продюсеров Таймураз Бадзиев, Денис Жалинский, Виталий Шляппо и Антон Златопольский. Продолжение фильма «Холоп» (2019) и вторая часть киносерии «Холоп». Фильм создан компанией Yellow, Black and White. К основным актёрам первого фильма, Милошу Биковичу, Ивану Охлобыстину, Александру Самойленко и Марии Мироновой, присоединились Аглая Тарасова и Наталья Рогожкина. Главный герой — Гриша, бывший мажор, который после событий первого фильма оказался в прошлом и столкнулся с несправедливостью. Теперь он особенно внимателен к неадекватным поступкам золотой молодёжи. Гриша решает перевоспитать дочь влиятельной чиновницы Катю. Девушка уверена, что закон ей не писан и всё легко сойдёт с рук, но, оказавшись в России 1812 года, она понимает, что жизнь бывает намного труднее, а люди — лучше, чем она думала.
Съёмки фильма «Холоп 2» стартовали в августе 2022 года и завершились весной 2023-го. Клим Шипенко приступил к работе над сиквелом сразу после окончания съёмок космической драмы «Вызов». Наталия Султанова и Олег Матрохин, которые придумали и воплотили множество аутентичных нарядов той эпохи. Основной локацией является посёлок Пушкинские горы в Псковской области. Из мест съёмок стоит выделить старинные усадьбы Царицыно и Кусково в Москве, пляж у Петропавловской крепости и Михайловский дворец в Санкт-Петербурге. В создании картины принимали участие местные жители: одетые в традиционные костюмы, они снимались в массовке.
В России «Холоп 2» был выпущен в прокат 1 января 2024 года компанией «Централ Партнершип». В отличии от первого фильма, второй был холоднее принят журналистами, которые высоко оценили игру и масштаб картины, но критикуя его сходство с первым фильмом. Фильм собрал более 3,8 миллиардов рублей по всему миру, став вторым самым кассовым фильмом в истории российского проката. Телевизионная премьера фильма состоялась 1 января 2025 года.
Премьера комедийного фильма «Холоп 3» запланирована на 12 июня 2026 года.

## Сюжет
Катя — взбалмошная мажорка, которая во время празднования собственного дня рождения в Санкт-Петербурге сбрасывает в воду пловцов на доске, совершавших заплыв по Мойке, а потом, когда её задерживают за хулиганство, угоняет полицейский катер, но, будучи пьяной, теряет управление и на полном ходу вылетает на берег, где располагалось летнее кафе, чудом никого не убив.
Она оказывается дочкой Татьяны Новиковой — высокопоставленной чиновницы федерального уровня, которая, узнав о выходке дочери, заявляет, что перед законом все равны, и Катя по итогам публичного процесса получает реальный срок.
Среди посетителей разгромленного кафе оказывается и Гриша, который за последние два года расстался с Лизой и стал управляющим убыточного экоотеля на базе деревни бывшего «проекта», проявляя повадки мажора. Однако, вместо него управляющим выступает Артём (Прошка), который вынужден тянуть всё на себе, пока Гриша веселится в Дубае, хотя понимает, что он что-то упускает в жизни. Там же его настигают новости — Павел Сергеевич закрывает деревню, так как арендовал роскошный дворец и планирует открыть в нём исторический отель.
Гриша возвращается в Россию на чартерном бизнес-джете, где сталкивается с пьяной Катей, которая вообще должна отбывать срок в колонии. Он снимает её на телефон, после чего пытается уговорить отца возобновить проект, но встречает категорический протест. В итоге, Гриша сам возобновляет проект, ради чего идёт на шантаж — угрожает Татьяне опубликовать видео с пьяной дочерью в Дубае, но в итоге продаёт ей видео из самолёта, так как последняя уверена, что с её дочерью «всё нормально».
Позднее Гриша собирает всех ключевых актёров первого проекта, в лучшем случае работающих в дешёвых театрах, и вместе с ними похищает Катю, возвращающуюся с постановочных съёмок в колонии.
Её помещают в условия XIX столетия, однако быстро выясняется, что уровень организации на нуле — никакого сценария нет, актёры не знают, что делать, Гриша попросту импровизирует и проговаривается, что всё происходящее — его личная инициатива. Актёры уходят.
Катя едва не вторгается в аппаратную проекта, но её останавливает Авдей, который из-за страха возвращается, и после пререканий Грише всё-таки удаётся убедить актёров остаться, и начинается новый виток импровизации — так как воспроизвести сцену повешения они не могут, то Катю было предложено сжечь. Сцена сожжения заканчивается феерическим провалом, так как Катю едва не сжигают заживо, а Артём усыпил Гришу из пневматики. Незадолго до этого Артём в панике звонит Павлу.
Наутро Гришу грубо будит его отец, который в ярости от произошедшего, и пытается его задушить. Перепалку останавливает Лев Арнольдович, который ранее уже выступал семейным психологом для Павла и Анастасии, у которых развился кризис в отношениях и попутно ударился в генетику. Он предлагает завершить первый проект, так как Гриша явно не до конца исправился после его завершения, и собирает техническую команду проекта, которая помещает Катю в токсичные психологические условия в стиле «Золушки» — теперь она не крепостная, а слабоумная младшая дочка барина Тимофеева, над которой всячески издевается сводная сестра Аглая Дмитриевна (Полина). Для полноты картины на роль мачехи Кати срочно «нанимают» саму Анастасию, так как её характер идеально вписывается в концепцию Льва.
Катю направляют чистить лук к Любе, с которой у неё на фоне «физических наказаний», которые были применены к самой Любе за Катю, возникают дружеские отношения, а Гриша заявляет Льву, что тот украл у него идею проекта, и предлагает «чудо», показывая лягушку, таким образом намекая на идею введения в сюжет «принца». После кастинга Артёма и Антона (Алексей), Лев Арнольдович утверждает на его роль самого Гришу, который вечером, возвращаясь с рыбалки, высказывает ему свои соображения на эту тему. На роль «холуя» утверждают Артёма.
Вскоре в деревню приезжает «жених» Аглаи — молодой, наглый и избалованный граф Григорий Павлович Достоевский.
Анастасия угрожает Кате, что если та на ужине в честь прибытия Гриши скажет хоть одно слово, то она её обреет налысо, прогонит голой по деревне и утопит в речке. Катя с трудом высиживает ужин, на котором Анастасия и Аглая всячески измываются и унижают Катю, а ещё пытаются накормить мухами. В итоге она выливает суп на Анастасию и уходит. Позднее Анастасия выводит Катю и огромными ножницами собирается обрить. Гриша прерывает сцену экзекуции и предлогом очищает двор от посторонних для разговора с Катей, но она заявляет, что идёт топиться. Гриша пытается отговорить её от дурацкой затеи, при этом демонстративно пытаясь снять с себя чрезвычайно сложный и дорогой наряд XIX века.
В этот момент Павел Сергеевич узнаёт по телефону, что настоящая мама Кати подняла тревогу по поводу исчезновения дочери, и всей команде нужно немедленно покинуть деревню. Лев предлагает срочно сменить декорации на дворец Павла.
Тем временем, уговорив Катю не топиться, Гриша возвращается с ней в деревню и предлагает сбежать с ней на бал во дворец. Она собирает вещи, и когда всё, казалось бы, готово, вдруг спрашивает Любу, что будет с ней, если та сбежит. Узнав, что её казнят, Катя говорит ей собирать вещи. Вместе с Гришей и Любой она ночью сбегает из деревни. Гриша вовремя усыпляет Катю, подсыпав ей в шампанское мощное снотворное.
Одновременно с транспортировкой кареты из деревни во дворец в самом дворце под руководством Анастасии и Льва срочно готовятся декорации, соответствующие эпохе, и маскирующие элементы и атрибуты декора XXI века, разворачивается новая аппаратная и устанавливаются новые скрытые камеры. Павел Сергеевич остаётся в деревне встретить Татьяну, прибывшую вместе с вооружённой охраной.
Катя приходит в себя во дворце, и узнаёт от Любы, которая намывает её в ванне, что Гриша приглашает её на бал. Не оценив местные наряды, Катя просит принести швейные принадлежности и ножницы, после чего вместе с Любой составляет новый наряд. Гриша, наблюдая за сценой через камеру, хочет предложить Льву какую-то идею, но в этот момент в аппаратной дворца появляется мама Кати. Павел Сергеевич пытается убедить Татьяну Васильевну в том, что Кате действительно нужна помощь, и все они хотят ей только блага. Та угрожает им неприятностями, но, собираясь уйти, падает без сознания — её подстрелил Артём. Пока все решают, что делать с Татьяной, Гриша отправляется исполнять идею. Он начинает вести себя, как мажор, показывая Катю «в отражении». Лев не слишком доволен этим обстоятельством, что выливается в конфликт. Гриша заявляет, что не полностью исполнил замысел, и нахамив, идёт его исполнять. Он, ко всеобщему удивлению, заявляет, что на балу будет его отец. На роль «отца» срочно утверждают Павла, а Лев, взбешённый конфликтом между Павлом и Анастасией, выводит их во внутренний двор, где заставляет их драться на мечах. Драка заканчивается тем, что Настя случайно ранит глаз Павла.
Тем временем Катя проходит жёсткое обучение танцам, манерам и французскому языку. За всем этим через монитор видеонаблюдения наблюдает Татьяна Васильевна, запертая в винном погребе Львом.
Бал начинается. Гриша вводит в зал Катю, попутно вселяя в неё уверенность перед встречей с «отцом». В зал входит «Верховный судья Императорского суда, министр юстиции граф Павел Сергеевич Достоевский» с повязкой на травмированном глазу. Тот после сцены представления вдруг рассказывает присутствующим про «дело, которое он рассматривал в суде» — некая девица перепила вина с гусарами, украла пушку и выстрелила из неё по избе, в которой чудом никто не погиб, а за девицу просит придворная дама, хотя по закону девица должна сидеть. Вдруг он спрашивает у Кати, как поступить, но та отвечает, что девицу следует оправдать. Гриша в танце говорит ей, что и он бы так же ответил. Но в этот момент она прерывает танец и приглашает Павла на «белый танец», в процессе которого спрашивает, как понять, что девушка исправилась, и в итоге сама отвечает, что никак, после чего её переносят к Грише, с которым продолжает танец, внезапно войдя во вкус, и они едва целуются…
В этот момент в бальный зал врывается гусар в исполнении Артёма, который объявляет, что вот-вот во дворец вторгнутся французы, что вскоре сопровождается имитацией сражения под окнами дворца. Лев считает такой поворот сюжета «детским утренником».
Наутро во дворец приезжает семья Кати. Барин объясняет, что им едва удалось убежать из занятого французами поместья. Катя спрашивает, где Аглая, но Анастасия мгновенно начинает рыдать.
Тем временем Полина недовольна тем, что её «убили», с чем согласен Антон, которого сняли с роли из-за нехватки денег.
Между Катей и Анастасией происходит примирение, за которым наблюдает Татьяна. Она просит привести её в аппаратную, и обещает не мешать процессу.
Декорации дворца претерпевают изменения — теперь в палатах дворца и на прилегающей к нему территории развёрнут госпиталь, везде снуют сёстры милосердия. Катя с подачи Любы посещает лазарет, где убеждает раненых солдат, что «видит будущее», и Наполеон обязательно будет побеждён.
Через некоторое время Гриша предлагает переиграть историю с подвигом во имя любви, как было с ним в первом проекте, в подвиг во имя Родины. Лев раздражён этим обстоятельством и уходит вместе со сценаристом, оставляя Гришу самому разбираться с этой частью плана. Гриша спрашивает Катю, что бы она сделала, если бы она попала к Наполеону. Она отвечает, что помогла бы ему завоевать Россию. Татьяна объясняет, что Катя — франкофил, и идея Гриши обязательно провалится. Вскоре начинается масштабная битва (точнее, её реконструкция), в ходе которой Гриша и Катя бегут из дворца, когда все его обитатели готовятся стоять насмерть, но в лесу их перехватывают французы. Гриша, несмотря на увещевания Кати сдаться, остаётся «драться». Катя убегает, но как оказывается, она выбегает прямо в гущу "боя". После бессмысленных метаний её подхватывает раненый гусар на лошади в исполнении Артёма, который, услышав просьбу доехать до французского лагеря, высаживает её, но стоило ему отъехать, как близкий разрыв «убивает» гусара и оглушает Катю.
Она уже видит французов, как вдруг к ней пробивается живой Гриша и протягивает ей руку. Прежде чем она поднимается, Гришу «ранят», и он «умирает» на руках у Кати, говоря, что всё в её руках. Её, опустошённую от горя, окружают французы и ведут прямо к Наполеону.
Татьяна Васильевна, крайне недовольная тем, что проект вот-вот сорвётся из-за франкофильства Кати, пытается уйти, но вернувшийся в аппаратную Гриша убеждает её остаться.
В лагере Наполеона она видит живую Аглаю, задорно болтающую с французами и демонстративно называющую Катю «русской дурочкой», отрицая факт знакомства. Последнюю сопровождают в шатёр Наполеона, где играющий его актёр из-за того, что не выучил текст, говорит с Катей цитатами из мюзикла "Нотр-Дам де Пари" (положение спасает её неполное знание французского языка). Выждав некоторое время, Катя собирается с мыслями и, достав ранее взятый у Гриши пистолет, ко всеобщему удивлению, безуспешно пытается застрелить Наполеона. Но пистолет не заряжен, поэтому она отбирает у случайного солдата ружьё со штыком и ранит убегающего "Наполеона" в ягодицу, который вдруг начинает орать и ругаться по-русски, чем вводит Катю в ступор. В аппаратной все радуются тому, что план Гриши осуществился в полном объёме, а Катя исправилась.
Выскочив из «императорского» шатра, Катя с изумлением наблюдает, как на площадку, заполненную «офицерами французской армии», въезжает сперва реанимобиль «Скорой помощи», а следом — внедорожник Гриши. Татьяна восхищается тем, что дочь была готова пожертвовать собой. Следом появляются все ключевые актёры и радуются факту «исправления». Гриша заявил, что вся эта масштабная постановка была организована ради Кати.
Антон и Полина решают уединиться в палатке. Павел и Анастасия заводят разговор о том, чтобы стать родителями.
Через некоторое время Татьяна и Лев устраивают свидание в Петербурге, обсуждая перспективы выхода проекта на государственный уровень.

## В ролях
| Актёр                                            | Роль |
| ------------------------------------------------ | --- |
| Аглая Тарасова                                   | Катя (Екатерина Новикова), она же «барышня Екатерина Дмитриевна Тимофеева»                                                    |
| Милош Бикович (озвучивает: Сергей Габриэлян мл.) | Гриша (Григорий), он же «граф Григорий Павлович Достоевский»                                                                  |
| Александр Самойленко                             | Павел Сергеевич, отец Гриши, крупный предприниматель, он же «граф Павел Сергеевич Достоевский, отец графа Григория Павловича» |
| Мария Миронова                                   | Анастасия, жена Павла, бывший телепродюсер, она же «мачеха Кати»                                                              |
| Иван Охлобыстин                                  | Лев Арнольдович, психолог, бывший муж Анастасии                                                                               |
| Наталья Рогожкина                                | Татьяна Васильевна Новикова (мама Кати, крупный государственный чиновник)                                                     |
| Олег Комаров                                     | актёр в роли «барина Дмитрия Алексеевича Тимофеева, отца Кати»                                                                |
| Ольга Дибцева                                    | Полина, актриса в роли «барышни Аглаи Дмитриевны, сводной сестры Кати»                                                        |
| Кирилл Нагиев                                    | Антон, муж Полины, актёр в роли «лакея графа Григория Павловича»                                                              |
| Сергей Соцердотский                              | Артём, актёр в ролях «Прошки», «гусара» и др.                                                                                 |
| Михаил Бабичев                                   | актёр в роли «Авдея, приказчика»                                                                                              |
| Софья Зайка                                      | Светлана, актриса в роли «Любы, дворовой девки»                                                                               |
| Павел Деревянко                                  | актёр в роли «Наполеона Бонапарта»                                                                                            |
| Оливье Сиу                                       | актёр в роли переводчика императора Наполеона камео                                                                           |
| Андрей Малахов                                   | камео |
| Эрнест Мацкявичюс                                | ведущий программы «Вести» камео                                                                                               |

## Производство и выпуск
Производством руководила студия Yellow, Black and White совместно с онлайн-кинотеатром Start и MEM Cinema Production, при участии телеканала «Россия». Дистрибьютор — «Централ Партнершип». В августе 2022 года проект получил поддержку «Фонда кино». 
Съёмки начались в середине августа 2022 года, завершились весной 2023-го. Одной из основных локаций стал посёлок Пушкинские горы в Псковской области. Также съёмки проходили в разных уголках Санкт-Петербурга, Москвы и Подмосковья.
Первоначально премьера была запланирована на 21 декабря 2023 года, но затем была перенесена на 1 января 2024 года.
Бюджет сиквела самой кассовой комедии в истории российского кино — 768 миллионов рублей.

## Выпуск

### Маркетинг
Опубликован первый тизер-трейлер и тизер-постер новогодней комедии с её датой выхода. По данным исследования Wanta Group, для продвижения фильма использовали разные каналы, среди которых: телевидение (31% узнавших о показе), рекламные форматы кинотеатров (7%), мессенджеры (6%). По мнению генерального директора Wanta Group Марии Щербаль, при продвижении фильма «Холоп 2» учитывался тренд на развитие экономики опыта (или впечатлений), когда ценность создаёт не сам товар, а эмоции, переживаемые при его использовании, и за это люди готовы платить. Для зрителей «Холоп 2» рассматривался как гарантированная инвестиция: от похода в кино они получали эмоции, которые сами себе запланировали. 
Кинокритик Давид Шнейдеров считал, что успех «Холопа 2» можно объяснить хорошим пиаром и работой продакшена, а также успехом первой части. Критик Лидия Маслова отмечала, что в ходе съёмок создатели ленты «Холоп-2» применили все возможные инструменты, которые создают кассовую привлекательность.

### Театральный показ
Мировая премьера фильма «Холоп 2» состоялась 21 декабря 2023 года в киноцентре «Каро 11» на Новом Арбате в Москве. Его театральным прокатом заведует компания «Централ Партнершип».

## Приём

### Кассовые сборы
По итогам 2024 года фильм «Холоп-2» занял первое место среди российских картин по кассовым сборам —  3,84 млрд рублей.
По данным Единой федеральной автоматизированной информационной системы (ЕАИС), оператором которой выступает Фонд кино, «Холоп-2» стал вторым самым кассовым фильмом в России, обогнав «Аватар» 2009 года. Сборы сиквела «Холопа» достигли 3,520 млрд рублей. По информации на 17 марта 2024 года, кассовые сборы «Холопа-2» в России и СНГ составили 3 945 432 179 рублей, из них на Россию пришлось 3 842 944 986 рублей (97,4%), на СНГ — 102 487 193 рубля (2,6%).

### Критический приём
«Холоп 2» не смог в полной мере удовлетворить ожидания критиков.
Несмотря на успех первой части, вторая часть получила неоднозначные отзывы со стороны критиков, которые похвалили игру актёров и масштаб картины, но раскритиковали неоригинальность и бездушность проекта. Сюжет, который полностью копирует прошлый фильм, также вызвал некоторую критику. На сайте «Критиканство» фильм получил 59 % одобрения на основе 15 рецензий, что значительно меньше, чем у первой части. В то же время с финансовой точки зрения фильм стартовал в прокате гораздо увереннее, чем первая часть. Отметка в 2 млрд рублей кассовых сборов была достигнута за 6 дней проката, тогда как у первой части на это ушло 2 недели. «Meduza» скептически оценила второй фильм, отметив качественный монтаж и похорошевшую картинку, значительная часть рецензии была посвящена пресности сценария и нерешительности режиссёра в политической сатире, которой было значительно больше в оригинале. Впрочем, некоторые критики считают картину даже более цельной и глубокой, чем первая версия, подчёркивая развитие темы любви к отечеству и позитивную направленность истории.
Сайт News.ru цитирует мнение кинокритика Тимура Алиева, который «остался недоволен сиквелом»:
Это фильм, без которого в принципе можно было бы обойтись. Русское кино не потеряло бы ровным счётом ничего, кроме кассовых сборов. <…> Весь «Холоп-2» — сомнительная поделка без души, сделанная по уже затёртым в цеху лекалам.
Зрители также оставили разные отзывы о фильме. В Сети встречаются одобрительные комментарии и призывы делать третью часть «Холопа», но есть и жёсткая критика. Рейтинги фильма на профильных сайтах были следующими: на «Кино-Театр.ру» — 5,56, на «Кинопоиске» по итогам тысяч оценок — 7.2, «Чемпионат.ру» оценил фильм в 7,5 балла.
- Экшен «Холоп 2» предлагает зрителю приятную возможность отвлечься и насладиться качественным развлечением, пусть и не претендующим на звание шедевра. Фильм заставляет искренне восхищаться динамичными сценами, веселиться над остроумными шуточками и мечтательно рассматривать живописные виды усадьбы Царицыно — места настолько красивого, что хочется немедленно отправиться туда самому (сайт Кибер)[29].
- Однако авторы картины не смогли удержаться от соблазна снова воспользоваться теми же идеями, уже ставшими привычными после первой части. Вторичность сюжета очевидна, и несмотря на всю красоту декораций и костюмов, свежести восприятия недостаёт. Персонажи порой ведут себя нелогично, вызывая недоумение, а сценарная линия оказывается слабее, чем хотелось бы (сайт Фильм.ру)[30].
- И хотя комедия сохраняет свою лёгкость и атмосферу доброго юмора, многие зрители отмечают поверхностность повествования и отсутствие глубоких смыслов. Именно поэтому восприятие фильма напоминает поход в новый ресторан: впечатления яркие, эмоции приятные, но вскоре забываются (сайт 25-й Кадр)[31].
- Особое внимание привлекает патриотическая составляющая второй части, где любовь к родине преподносится как главное чувство героя. Это добавляет картине глубины и делает её сюжет эмоциональнее, однако также вызывает дискуссии среди зрителей (сайт IVI)[32].
- Таким образом, перед нами яркое развлекательное кино, способное подарить пару часов хорошего настроения, но оставляющее ощущение пустоты и незавершенности (сайт Кинорепортер)[33].

## Продолжение
Премьера фильма «Холоп 3» запланирована на 12 июня 2026 года.
Некоторые подробности о новой части комедийной франшизы:
- В центре сюжета — вечные темы: любовь, отношения между родителями и детьми, преемственность поколений.
- Перевоспитанию подвергается супружеская пара, роли которой исполнят Павел Прилучный и Кристина Асмус[35].
- Инициаторами изменений в лучшую сторону становятся их собственные дети, которые «отправят» родителей во времена Петра Первого.
- К главной роли вернётся Милош Бикович.
- Также ожидается появление многих звёзд первых двух частей.

Производство: студия Yellow, Black and White, онлайн-кинотеатр START, телеканал «Россия» при участии MEM Cinema Production и кинокомпании «Централ Партнершип».
Режиссёр-постановщик: Клим Шипенко. Авторы сценария: Савва Минаев, Клим Шипенко, Максим Кудымов.